# ROC A12
ROC A12 is een regionaal opleidingencentrum in de Nederlandse provincie Gelderland met hoofdvestiging in Ede. 

## Vestigingen
Het ROC heeft vestigingen in Arnhem, Ede, Veenendaal en  Velp.
Samen met het Arentheem College in Velp en Arnhem valt ROC A12 onder de Stichting Christelijke Onderwijs Groep Vallei & Gelderland-Midden. Er worden MBO, bedrijfsopleidingen en volwasseneneducatie aangeboden. De naam is ontleend aan de Rijksweg A12. Een aantal vestigingen (Ede, Veenendaal en Velp) ligt langs deze weg.
Sinds 2016 is ervoor gekozen om de verschillende locaties zich op een eigen manier te profileren, waarbij ook naamsveranderingen optraden. Locatie Velp werd het Astrum College, locatie Ede Reehorsterweg werd het Dulon College en locatie Ede Bovenbuurtweg werd Technova College.

## Opleidingen
De opleidingen zijn verdeeld in domeinen. Binnen deze domeinen zijn verschillende onderwijsclusters gedefinieerd, waarbinnen specifieke beroepsopleidingen worden onderscheiden.

### MBO
Handel, Economie & Administratie
- Entree
- Commerciële Dienstverlening
- Financiële Beroepen
- Handel
- International Business School
- Recht & Arbeid
- Secretariële Beroepen
- Transport & Logistiek

Techniek & Technologie
- Entree
- Bouwkunde
- Mechatronica
- Motorvoertuigentechniek

Zorg & Welzijn
- Entree
- Onderwijs & Welzijn
- Verpleging & Verzorging

ICT, Beeld & Geluid
- Fotografie, Video & Evenemententechniek
- ICT

Horeca, Toerisme, Recreatie & Wellness
- Horeca
- Toerisme
- Recreatie
- Wellness

Veiligheid & Sport
- Orde & Veiligheid
- Sport & Bewegen

### Volwassenenonderwijs
- Bedrijfsopleidingen
- Particuliere opleidingen
- Overige opleidingen

## Kenniscampus Ede
ROC A12 participeert in het project Kenniscampus Ede. Dit is een samenwerkingsverband tussen de Gemeente Ede, Christelijke Hogeschool Ede, PTC+, Aeres, ROC A12, CSG Het Streek, Woonstede en Idealis. Het project heeft als doel een voortdurende afstemming over de aansluiting van onderwijsaanbod, onderwijsomgeving, woningaanbod en leefomgeving.